# Hertha Berliner Sport-Club 1971-1972
Questa voce raccoglie le informazioni riguardanti l'Hertha Berliner Sport-Club nelle competizioni ufficiali della stagione 1971-1972.

## Stagione
Nella stagione 1971-1972 l'Hertha Berlino, allenato da Fiffi Kronsbein, concluse il campionato di Bundesliga al 6º posto. In Coppa di Germania l'Hertha Berlino fu eliminato al primo turno dallo Schalke 04. In Coppa UEFA l'Hertha Berlino fu eliminato al secondo turno dal Milan.

## Rosa
| N. |                     | Ruolo | Calciatore         |
| -- | ------------------- | ----- | ------------------ |
|    | Germania (bandiera) | P     | Volkmar Groß       |
|    | Germania (bandiera) | P     | Michael Kellner    |
|    | Germania (bandiera) | P     | Thomas Zander      |
|    | Germania (bandiera) | D     | Hans Eder          |
|    | Germania (bandiera) | D     | Peter Enders       |
|    | Germania (bandiera) | D     | Karl-Heinz Ferschl |
|    | Germania (bandiera) | D     | Frank Hanisch      |
|    | Germania (bandiera) | D     | Jürgen Lahn        |
|    | Germania (bandiera) | D     | Bernd Patzke       |
|    | Germania (bandiera) | D     | Jürgen Rumor       |
|    | Germania (bandiera) | D     | Michael Sziedat    |
|    | Germania (bandiera) | D     | Uwe Witt           |
|    | Germania (bandiera) | D     | Hans Zengerle      |

| N. |                     | Ruolo | Calciatore           |
| -- | ------------------- | ----- | -------------------- |
|    | Germania (bandiera) | C     | Erich Beer           |
|    | Romania (bandiera)  | C     | Vasile Gergely       |
|    | Germania (bandiera) | C     | Erwin Hermandung     |
|    | Germania (bandiera) | C     | Detlef Schulz        |
|    | Germania (bandiera) | C     | Andreas Schumann     |
|    | Germania (bandiera) | C     | Wolfgang Sidka       |
|    | Ungheria (bandiera) | C     | Zoltán Varga         |
|    | Germania (bandiera) | C     | Tasso Wild           |
|    | Germania (bandiera) | A     | Wolfgang Gayer       |
|    | Germania (bandiera) | A     | Peter Gutzeit        |
|    | Germania (bandiera) | A     | Lorenz Horr          |
|    | Germania (bandiera) | A     | Hans-Jürgen Sperlich |
|    | Germania (bandiera) | A     | Arno Steffenhagen    |

## Organigramma societario
Area tecnica
- Allenatore: Fiffi Kronsbein
- Allenatore in seconda: Hans Eder
- Preparatore dei portieri:
- Preparatori atletici:

## Calciomercato

### Sessione estiva
| Acquisti | Acquisti         | Acquisti             | Acquisti |
| R.       | Nome             | da                   | Modalità |
| -------- | ---------------- | -------------------- | -------- |
| C        | Erich Beer       | Rot-Weiss Essen      |          |
| A        | Peter Gutzeit    | Pirmasens            |          |
| C        | Erwin Hermandung | Alemannia Aquisgrana |          |

| Cessioni | Cessioni                | Cessioni          | Cessioni |
| R.       | Nome                    | a                 | Modalità |
| -------- | ----------------------- | ----------------- | -------- |
| C        | Hans-Joachim Altendorff | Wacker 04 Berlino |          |
| A        | Franz Brungs            | Norimberga        |          |
| D        | Reinhard Gröger         | Hertha Zehlendorf |          |
| A        | Norbert Janzon          | Wormatia Worms    |          |
| A        | Bernd Laube             | Wormatia Worms    |          |
| A        | Jürgen Weber            | Werder Brema      |          |

## Risultati

### Bundesliga

#### Girone di andata
| Arbitro: | Schröck |

|                                 |           |  |
| Ettmayer 21’, 36’ Entenmann 48’ | Marcatori |  |

| Arbitro: | Schulenburg |

|                            |           |                       |
| Steffenhagen 24’ Varga 69’ | Marcatori | 47’ Hoeneß 73’ Müller |

| Arbitro: | Riegg |

|            |           |          |
| Keller 68’ | Marcatori | 49’ Beer |

| Arbitro: | Lutz |

|                |           |  |
| Hermandung 44’ | Marcatori |  |

| Arbitro: | Eschweiler |

|             |           |                            |
| Volkert 33’ | Marcatori | 51’ Varga 82’ Steffenhagen |

| Arbitro: | Frickel |

|             |           |             |
| Gutzeit 18’ | Marcatori | 59’ Overath |

| Arbitro: | Engel |

|                 |           |              |
| Kalb 28’ (rig.) | Marcatori | 52’ Sperlich |

| Arbitro: | Dittmer |

|               |           |            |
| Horr 52’, 87’ | Marcatori | 42’ Bücker |

| Arbitro: | Aldinger |

|                                        |           |  |
| Kremers 14’ Braun 21’, 56’ Fischer 88’ | Marcatori |  |

| Arbitro: | Ohmsen |

|         |           |            |
| Beer 1’ | Marcatori | 45’ Baltes |

| Arbitro: | Hamer |

|                            |           |             |
| Varga 26’ Steffenhagen 45’ | Marcatori | 15’ Baumann |

| Arbitro: | Bonacker |

|                   |           |          |
| Bründl 32’ (rig.) | Marcatori | 74’ Witt |

| Arbitro: | Geng |

|                      |           |  |
| Horr 25’ (rig.), 58’ | Marcatori |  |

| Arbitro: | Tschenscher |

|                                                                 |           |                           |
| Sieloff 40’ (rig.) Wloka 43’ Heynckes 55’ Danner 59’ Wimmer 66’ | Marcatori | 57’ Varga 78’ (rig.) Horr |

| Arbitro: | Kindervater |

|                        |           |          |
| Horr 3’ Hermandung 81’ | Marcatori | 31’ Vogt |

| Arbitro: | Berner |

|             |           |                |
| Brücken 22’ | Marcatori | 36’ Hermandung |

| Arbitro: | Wengenmayer |

|           |           |                      |
| Gayer 47’ | Marcatori | 4’ Walitza 25’ Wosab |

#### Girone di ritorno
| Arbitro: | Hilker |

|                                  |           |           |
| Horr 51’ (rig.) Steffenhagen 74’ | Marcatori | 3’ Köppel |

| Arbitro: | Herden |

|               |           |  |
| Schneider 53’ | Marcatori |  |

| Arbitro: | Berner |

|                                   |           |                    |
| Hermandung 20’ Horr 81’ Gayer 87’ | Marcatori | 52’ (aut.) Ferschl |

| Arbitro: | Heckeroth |

|                              |           |  |
| Lehmann 14’ (rig.) Riedl 44’ | Marcatori |  |

| Arbitro: | Hillebrand |

|              |           |  |
| Beer 5’, 60’ | Marcatori |  |

| Arbitro: | Redelfs |

|                         |           |  |
| Flohe 71’, 85’ Löhr 90’ | Marcatori |  |

| Berlino 11 marzo 1972, ore 15:30 CET 24ª giornata | Hertha Berlino | 0 – 0 referto | Eintracht Francoforte | Stadio Olimpico (13 000 spett.)\| Arbitro: \| Hennig \| |
| Arbitro:                                          | Hennig         |               |                       |                                                         |

| Arbitro: | Ohmsen |

|               |           |                         |
| Weinkauff 26’ | Marcatori | 77’ Hermandung 87’ Beer |

| Arbitro: | Riegg |

|                                     |           |  |
| Steffenhagen 12’ Beer 62’ Gayer 89’ | Marcatori |  |

| Arbitro: | Fuchs |

|           |           |  |
| Budde 56’ | Marcatori |  |

| Arbitro: | Voß |

|                                             |           |  |
| Laumen 7’ Weist 18’, 56’, 88’ Neuberger 51’ | Marcatori |  |

| Arbitro: | Hamer |

|              |           |  |
| Zengerle 90’ | Marcatori |  |

| Arbitro: | Tschenscher |

|                                                       |           |                       |
| Hoff 13’, 16’, 76’ Zengerle 54’ (aut.) Schumacher 88’ | Marcatori | 11’, 21’ Steffenhagen |

| Arbitro: | Roth |

|                        |           |              |
| Hermandung 1’ Beer 33’ | Marcatori | 80’ Heynckes |

| Arbitro: | Hilker |

|                             |           |                                                  |
| Bitz 62’ Vogt 72’ Hošić 76’ | Marcatori | 5’ Hermandung 10’ Beer 44’ Steffenhagen 66’ Horr |

| Arbitro: | Hanschke |

|          |           |               |
| Horr 33’ | Marcatori | 45’ Stegmayer |

| Arbitro: | Fuchs |

|                                        |           |                             |
| Walitza 35’, 70’, 77’ (rig.) Balte 39’ | Marcatori | 49’ (rig.) Horr 81’ Gutzeit |

### Coppa di Germania
| Arbitro: | Schröck |

|                                         |           |                 |
| Rüssmann 43’ van Haaren 68’ Fischer 80’ | Marcatori | 85’ (rig.) Horr |

| Arbitro: | Basedow |

|                                |           |  |
| Steffenhagen 30’ Beer 78’, 86’ | Marcatori |  |

### Coppa UEFA
| Arbitro: | Kiriakides |

|                                           |           |            |
| Hermandung 35’ Varga 44’ Steffenhagen 66’ | Marcatori | 53’ Rökaas |

| Arbitro: | Taylor |

|           |           |                                            |
| Sundh 59’ | Marcatori | 43’, 81’ Horr 77’ Steffenhagen 83’ Gutzeit |

| Arbitro: | Marschall |

|                                         |           |                           |
| Prati 39’, 85’ Benetti 62’ Biasiolo 64’ | Marcatori | 15’ Steffenhagen 51’ Beer |

| Arbitro: | Carpenter |

|                      |           |           |
| Horr 15’ (rig.), 89’ | Marcatori | 13’ Bigon |

## Statistiche

### Statistiche di squadra
| Competizione      | Punti | In casa | In casa | In casa | In casa | In casa | In casa | In trasferta | In trasferta | In trasferta | In trasferta | In trasferta | In trasferta | Totale | Totale | Totale | Totale | Totale | Totale | DR |
| Competizione      | Punti | G       | V       | N       | P       | Gf      | Gs      | G            | V            | N            | P            | Gf           | Gs           | G      | V      | N      | P      | Gf     | Gs     | DR |
| ----------------- | ----- | ------- | ------- | ------- | ------- | ------- | ------- | ------------ | ------------ | ------------ | ------------ | ------------ | ------------ | ------ | ------ | ------ | ------ | ------ | ------ | -- |
| Bundesliga        | 37    | 17      | 11      | 5       | 1       | 28      | 13      | 17           | 3            | 4            | 10           | 18           | 42           | 34     | 14     | 9      | 11     | 46     | 55     | -9 |
| Coppa di Germania | -     | 1       | 0       | 0       | 1       | 0       | 2       | 1            | 0            | 0            | 1            | 1            | 3            | 2      | 0      | 0      | 2      | 1      | 5      | -4 |
| Coppa UEFA        | -     | 2       | 2       | 0       | 0       | 5       | 2       | 2            | 1            | 0            | 1            | 6            | 5            | 4      | 3      | 0      | 1      | 11     | 7      | +4 |
| Totale            | 37    | 20      | 13      | 5       | 2       | 33      | 17      | 20           | 4            | 4            | 12           | 25           | 50           | 40     | 17     | 9      | 14     | 58     | 67     | -9 |

### Andamento in campionato
| Giornata  | 1  | 2  | 3  | 4  | 5 | 6 | 7 | 8 | 9 | 10 | 11 | 12 | 13 | 14 | 15 | 16 | 17 | 18 | 19 | 20 | 21 | 22 | 23 | 24 | 25 | 26 | 27 | 28 | 29 | 30 | 31 | 32 | 33 | 34 |
| --------- | -- | -- | -- | -- | - | - | - | - | - | -- | -- | -- | -- | -- | -- | -- | -- | -- | -- | -- | -- | -- | -- | -- | -- | -- | -- | -- | -- | -- | -- | -- | -- | -- |
| Luogo     | T  | C  | T  | C  | T | C | T | C | T | C  | C  | T  | C  | T  | C  | T  | C  | C  | T  | C  | T  | C  | T  | C  | T  | C  | T  | T  | C  | T  | C  | T  | C  | T  |
| Risultato | P  | N  | N  | V  | V | N | N | V | P | N  | V  | N  | V  | P  | V  | N  | P  | V  | P  | V  | P  | V  | P  | N  | V  | V  | P  | P  | V  | P  | V  | V  | N  | P  |
| Posizione | 15 | 15 | 13 | 10 | 7 | 7 | 8 | 6 | 8 | 6  | 5  | 8  | 6  | 8  | 7  | 7  | 9  | 6  | 9  | 6  | 7  | 6  | 7  | 7  | 6  | 5  | 6  | 7  | 6  | 6  | 6  | 5  | 6  | 6  |

Legenda:

Luogo: C = Casa; T = Trasferta. Risultato: V = Vittoria; N = Pareggio; P = Sconfitta.

### Statistiche dei giocatori
| Giocatore       | Bundesliga | Bundesliga | Bundesliga  | Bundesliga | Coppa di Germania | Coppa di Germania | Coppa di Germania | Coppa di Germania | Coppa UEFA | Coppa UEFA | Coppa UEFA  | Coppa UEFA | Totale   | Totale | Totale      | Totale     |
| Giocatore       | Presenze   | Reti       | Ammonizioni | Espulsioni | Presenze          | Reti              | Ammonizioni       | Espulsioni        | Presenze   | Reti       | Ammonizioni | Espulsioni | Presenze | Reti   | Ammonizioni | Espulsioni |
| --------------- | ---------- | ---------- | ----------- | ---------- | ----------------- | ----------------- | ----------------- | ----------------- | ---------- | ---------- | ----------- | ---------- | -------- | ------ | ----------- | ---------- |
| E. Beer         | 31         | 8          | 0           | 1          | 2                 | 2                 | 0                 | 0                 | 4          | 1          | 0           | 1          | 37       | 11     | 0           | 2          |
| H. Brück        | 0          | 0          | 0           | 0          | 0                 | 0                 | 0                 | 0                 | 0          | 0          | 0           | 0          | 0        | 0      | 0           | 0          |
| H. Buchberger   | 0          | 0          | 0           | 0          | 0                 | 0                 | 0                 | 0                 | 0          | 0          | 0           | 0          | 0        | 0      | 0           | 0          |
| H. Eder         | 1          | 0          | 0           | 0          | 0                 | 0                 | 0                 | 0                 | 0          | 0          | 0           | 0          | 1        | 0      | 0           | 0          |
| P. Enders       | 28         | 0          | 0           | 0          | 1                 | 0                 | 0                 | 0                 | 2          | 0          | 0           | 0          | 31       | 0      | 0           | 0          |
| K. Ferschl      | 29         | 0          | 0           | 0          | 2                 | 0                 | 0                 | 0                 | 4          | 0          | 0           | 0          | 35       | 0      | 0           | 0          |
| W. Gayer        | 30         | 3          | 0           | 0          | 2                 | 0                 | 0                 | 0                 | 3          | 0          | 0           | 0          | 35       | 3      | 0           | 0          |
| L. Gergely      | 4          | 0          | 0           | 0          | 0                 | 0                 | 0                 | 0                 | 0          | 0          | 0           | 0          | 4        | 0      | 0           | 0          |
| D. Goodwin      | 0          | 0          | 0           | 0          | 0                 | 0                 | 0                 | 0                 | 0          | 0          | 0           | 0          | 0        | 0      | 0           | 0          |
| G. Grau         | 0          | 0          | 0           | 0          | 0                 | 0                 | 0                 | 0                 | 0          | 0          | 0           | 0          | 0        | 0      | 0           | 0          |
| V. Groß         | 28         | 0          | 0           | 0          | 2                 | 0                 | 0                 | 0                 | 4          | 0          | 0           | 0          | 34       | 0      | 0           | 0          |
| P. Gutzeit      | 25         | 2          | 0           | 0          | 2                 | 0                 | 0                 | 0                 | 2          | 1          | 0           | 0          | 29       | 3      | 0           | 0          |
| F. Hanisch      | 3          | 0          | 0           | 0          | 0                 | 0                 | 0                 | 0                 | 0          | 0          | 0           | 0          | 3        | 0      | 0           | 0          |
| K. Hanisch      | 0          | 0          | 0           | 0          | 0                 | 0                 | 0                 | 0                 | 0          | 0          | 0           | 0          | 0        | 0      | 0           | 0          |
| E. Hermandung   | 34         | 7          | 0           | 0          | 2                 | 0                 | 0                 | 0                 | 4          | 1          | 0           | 0          | 40       | 8      | 0           | 0          |
| L. Horr         | 32         | 11         | 0           | 0          | 2                 | 1                 | 0                 | 0                 | 4          | 4          | 0           | 0          | 38       | 16     | 0           | 0          |
| M. Kellner      | 5          | 0          | 0           | 0          | 0                 | 0                 | 0                 | 0                 | 0          | 0          | 0           | 0          | 5        | 0      | 0           | 0          |
| J. Lahn         | 1          | 0          | 0           | 0          | 0                 | 0                 | 0                 | 0                 | 0          | 0          | 0           | 0          | 1        | 0      | 0           | 0          |
| M. Lenz         | 0          | 0          | 0           | 0          | 0                 | 0                 | 0                 | 0                 | 0          | 0          | 0           | 0          | 0        | 0      | 0           | 0          |
| L. Müller       | 0          | 0          | 0           | 0          | 0                 | 0                 | 0                 | 0                 | 0          | 0          | 0           | 0          | 0        | 0      | 0           | 0          |
| B. Patzke       | 0          | 0          | 0           | 0          | 0                 | 0                 | 0                 | 0                 | 0          | 0          | 0           | 0          | 0        | 0      | 0           | 0          |
| J. Riedl        | 0          | 0          | 0           | 0          | 0                 | 0                 | 0                 | 0                 | 0          | 0          | 0           | 0          | 0        | 0      | 0           | 0          |
| J. Rumor        | 8          | 0          | 0           | 0          | 0                 | 0                 | 0                 | 0                 | 2          | 0          | 0           | 0          | 10       | 0      | 0           | 0          |
| D. Schulz       | 2          | 0          | 0           | 0          | 0                 | 0                 | 0                 | 0                 | 0          | 0          | 0           | 0          | 2        | 0      | 0           | 0          |
| A. Schumann     | 2          | 0          | 0           | 0          | 0                 | 0                 | 0                 | 0                 | 0          | 0          | 0           | 0          | 2        | 0      | 0           | 0          |
| W. Sidka        | 2          | 0          | 0           | 0          | 0                 | 0                 | 0                 | 0                 | 0          | 0          | 0           | 0          | 2        | 0      | 0           | 0          |
| H. Sperlich     | 23         | 1          | 0           | 0          | 0                 | 0                 | 0                 | 0                 | 4          | 0          | 0           | 0          | 27       | 1      | 0           | 0          |
| A. Steffenhagen | 32         | 8          | 0           | 0          | 2                 | 1                 | 0                 | 0                 | 4          | 3          | 0           | 0          | 38       | 12     | 0           | 0          |
| M. Sziedat      | 29         | 0          | 0           | 0          | 2                 | 0                 | 0                 | 0                 | 3          | 0          | 0           | 0          | 34       | 0      | 0           | 0          |
| Z. Varga        | 12         | 4          | 0           | 0          | 1                 | 0                 | 0                 | 0                 | 4          | 1          | 0           | 0          | 17       | 5      | 0           | 0          |
| H. Weiner       | 0          | 0          | 0           | 0          | 0                 | 0                 | 0                 | 0                 | 0          | 0          | 0           | 0          | 0        | 0      | 0           | 0          |
| G. Werthmüller  | 0          | 0          | 0           | 0          | 0                 | 0                 | 0                 | 0                 | 0          | 0          | 0           | 0          | 0        | 0      | 0           | 0          |
| T. Wild         | 0          | 0          | 0           | 0          | 0                 | 0                 | 0                 | 0                 | 0          | 0          | 0           | 0          | 0        | 0      | 0           | 0          |
| U. Witt         | 31         | 1          | 0           | 0          | 2                 | 0                 | 0                 | 0                 | 4          | 0          | 0           | 0          | 37       | 1      | 0           | 0          |
| H. Wolter       | 0          | 0          | 0           | 0          | 0                 | 0                 | 0                 | 0                 | 0          | 0          | 0           | 0          | 0        | 0      | 0           | 0          |
| T. Zander       | 3          | 0          | 0           | 0          | 0                 | 0                 | 0                 | 0                 | 0          | 0          | 0           | 0          | 3        | 0      | 0           | 0          |
| H. Zengerle     | 9          | 1          | 0           | 0          | 0                 | 0                 | 0                 | 0                 | 0          | 0          | 0           | 0          | 9        | 1      | 0           | 0          |